# نيسابور (أصفهان)
نيسابور هي قرية في مقاطعة خور وبيابانك، إيران. عدد سكان هذه القرية هو 23 في سنة 2006.